# Бодрум (футбольный клуб)
«Бодрум» (тур. Bodrum Futbol Kulübü) — турецкий футбольный клуб из города Бодрум. В рамках спортивного клуба также носит название «Бодрумспор».

## История
Клуб был основан под названием «Бодрумспор» в 1931 году Дервишем Гёргуном, который также был футболистом клуба. Свою раннюю историю они провели как любительский клуб. Клуб стал полупрофессиональным в 1995 году, после вступления в Третью лигу. Клуб вернулся туда в 2014 году. В сезоне 2022/23 впервые выступил в Первой лиге и занял уверенное 4-е место, немного отстав от мест повышения в Суперлигу.

## Стадион
Проводит матчи на стадионе «Бодрум Ильче», вмещающем 4500 человек.